# IMT-Advanced
IMT-Advanced (ang. International Mobile Telecommunications-Advanced) – zbiór wymagań określonych przez ITU-R, które muszą być spełnione przez sieci radiowe czwartej generacji. W mediach sieci spełniające te wymagania często określane są jako 4G. Prace nad systemem rozpoczęły się w 2000 roku, kiedy wiadomo już było, że urządzenia mobilne będą generować coraz więcej ruchu internetowego z którym nie poradzą sobie obecne sieci komórkowe.

## Wymogi ITU-R dla IMT-Advanced
Aby sieć radiowa była zgodna z IMT-Advanced musi spełniać, między innymi, następujące wymagania:
- powinna być oparta na komutacji pakietów IP
- powinna współdziałać z obecnymi standardami sieci bezprzewodowych
- przepustowość łącza radiowego powinna być nie mniejsza niż 100 Mbit/s
- standard powinien ograniczać górne wartości opóźnień przesyłania danych:
  - dla warstwy transportowej (ang. user plane) opóźnienia powinny być nie większe niż 10 ms, niezależnie od tego w którym kierunku przesyłane są dane. Dotyczy to sytuacji, w których łącze nie jest obciążone, czyli korzysta z niego jeden użytkownik, przesyłający jednym strumieniem małe pakiety IP składające się tylko z nagłówka
  - dla warstwy sygnalizacyjnej (ang. control plane) opóźnienia powinny być nie większe niż 100 ms. Pomiar opóźnienia warstwy kontrolnej dokonywany jest poprzez zmierzenie czasu przejścia urządzenia ze stanu spoczynku do stanu aktywnego
- powinna działać dla różnych szerokości kanału radiowego – co najmniej do 40 MHz
- standard powinien określać mechanizmy uwierzytelniania oraz szyfrowania w celu zapewnienia integralności systemu oraz ochrony danych przesyłanych przez użytkownika

## Standardy spełniające wymogi
W 2008 roku ITU-R ogłosiło, że można zgłaszać standardy, które potencjalnie spełniają wymagania IMT-Advanced. W 2010 miano technologii kompatybilnych przyznano standardowi LTE-Advanced opracowanemu przez partnerstwo 3GPP oraz standardowi 802.16m-2011, znanego pod nazwą WiMAX.